# Balbieriškio atodanga
Balbieriškio atodanga este o arie protejată (arie specială de conservare — SAC, sit de importanță comunitară — SCI) din Lituania întinsă pe o suprafață de 8,02 ha, integral pe uscat.

## Localizare
Centrul sitului Balbieriškio atodanga este situat la coordonatele 54°32′08″N 23°53′05″E / 54.5356°N 23.8847°E.

## Înființare
Situl Balbieriškio atodanga a fost declarat sit de importanță comunitară în martie 2004 pentru a proteja un număr necunoscut de specii din flora spontană și fauna sălbatică aflate în arealul zonei. Situl a fost protejat și ca arie specială de conservare în iunie 2021.

## Biodiversitate
Situată în ecoregiunea boreală, aria protejată conține 1 habitat natural: Pante stâncoase silicioase cu vegetație casmofită.
La baza desemnării sitului se află un număr nedeclarat de specii protejate.